# Holoside
Un holoside est polymère composé exclusivement d'oses.
Parmi les holosides, on distingue trois familles :
- les diholosides qui sont composés de seulement deux oses et dont le degré de polymérisation est égal à 2 (exemples : saccharose, lactose, tréhalose, etc.) ;
- les oligosides qui ont un degré de polymérisation compris entre 3 et 7 (exemples : raffinose, stachyose...) ;
- les polyholosides dont le degré de polymérisation est supérieur à 7 (exemples : amylose, pectine...).